# Shelling
El shelling es un tipo de defecto de fabricación que aparece en los carriles ferroviarios. Por su naturaleza, tiene similitudes con la mancha oval plateada.
Se trata de un defecto debido a burbujas gaseosas o inclusiones sólidas no metálicas que surgen en el carril durante el proceso de fabricación del mismo. Este defecto se produce en la tabla de rodadura de los carriles que componen el hilo exterior de las curvas, donde se desconcha o incluso se rompe. Se produce principalmente en las curvas donde, para evitar desgastes, se han instalado engrasadores de carril en exceso, lo que provoca que la zona de tensiones máximas sea siempre la misma al no haber desgaste.